# 卡尔·林沃尔
卡尔·林沃尔（挪威語：Carl Ringvold，1876年4月3日—1960年2月22日），挪威男子帆船运动员。他曾代表挪威参加1920年和1924年夏季奥林匹克运动会帆船比赛，共获得二枚金牌。他的儿子小卡尔·林沃尔同样也是帆船选手。